# Copa CEV (voleibol femenino)
La Copa CEV (en inglés Cev Cup) es una competición europea de voleibol a nivel de clubes organizada por la CEV. Es la segunda competición con mayor prestigio tras la  Champions League.

## Historia
La competición se juega anualmente desde 1972 cuando se disputó la primera edición de la Recopa de Europa; entre las temporadas 2000/2001 y 2006/2007 se denominó Top Teams Cup, para tomar su actual nombre en la temporada 2007/2008.

## Resultados
| RECOPA DE EUROPA |                                 |                                   |                                     |                   |
| Temporada        | Sedes                           | Campeón                           | Subcampeón                          | Resultado         |
| 1972/1973        | Lyon (Francia)                  | VC CSKA Moscú (URS)               | CSKA Sofía (BUL)                    | 3-0 (Grupo Final) |
| 1973/1974        | Osijek (Yugoslavia)             | VC CSKA Moscú (URS)               | Ruda Hvezda Praga (TCH)             | 3-0 (Grupo Final) |
| 1974/1975        | Eupen (Bélgica)                 | SC Traktor Schweriner (RDA)       | VC CSKA Moscú (URS)                 | 3-2 (Grupo Final) |
| 1975/1976        | Bratislava (Checoslovaquia)     | VK Slavia Bratislava (TCH)        | CSKA Sofía (BUL)                    | 3-0 (Grupo Final) |
| 1976/1977        | Roulers (Bélgica)               | Iskra Voroshilovgrad (URS)        | Ujpest Dózsa (HUN)                  | 3-1 (Grupo Final) |
| 1977/1978        | Treviso (Italia)                | SV Dynamo Berlín (RDA)            | Královo Pole Brno (TCH)             | 3-0 (Grupo Final) |
| 1978/1979        | Schaan (Liechtenstein)          | Ruda Hvezda Praga (TCH)           | SC Traktor Schweriner (RDA)         | 3-2 (Grupo Final) |
| 1979/1980        | Voorburg (Países Bajos)         | Vasas Budapest (HUN)              | USC Münster (RFA)                   | 3-0 (Grupo Final) |
| 1980/1981        | Roulers (Bélgica)               | Vasas Budapest (HUN)              | Spartak Leningrado (URS)            | 3-2 (Grupo Final) |
| 1981/1982        | Esmirna (Turquía)               | CSKA Sofía (BUL)                  | Dynamo Moscú (URS)                  | 3-1 (Grupo Final) |
| 1982/1983        |                                 | Medin Odessa (URS)                | Ruda Hvezda Praga (TCH)             | 3-0 (Grupo Final) |
| 1983/1984        | Ankara (Turquía)                | SV Dynamo Berlín (RDA)            | Pallavolo Reggio Emilia (ITA)       | 3-1 (Grupo Final) |
| 1984/1985        | Ankara (Turquía)                | SV Dynamo Berlín (RDA)            | Uralochka NTMK Ekaterinburg (URS)   | 3-2 (Grupo Final) |
| 1985/1986        | Ankara (Turquía)                | Uralochka NTMK Ekaterinburg (URS) | SV Lohhof (RFA)                     | 3-0 (Grupo Final) |
| 1986/1987        | Esmirna (Turquía)               | Komunalnik Minsk (URS)            | Pallavolo Reggio Emilia (ITA)       | 3-1 (Grupo Final) |
| 1987/1988        | Goppingen (Alemania Occidental) | VC CSKA Moscú (URS)               | Volley Módena (ITA)                 | 3-2 (Grupo Final) |
| 1988/1989        |                                 | ADK Alma-Ata (URS)                | SC Traktor Schweriner (RDA)         | 3-1 (Grupo Final) |
| 1989/1990        |                                 | ADK Alma-Ata (URS)                | Pallavolo Reggio Emilia (ITA)       | 3-1               |
| 1990/1991        |                                 | ADK Alma-Ata (URS)                | CSKA Sofía (BUL)                    | 3-2               |
| 1991/1992        |                                 | USC Münster (ALE)                 | Pallavolo Sirio Perugia (ITA)       | 3-2               |
| 1992/1993        |                                 | CJD Berlín (ALE)                  | BZBK Bakú (AZE)                     | 3-1               |
| 1993/1994        |                                 | Pallavolo Ancona (ITA)            | Racing Club Villebon 91 París (FRA) | 3-1               |
| 1994/1995        |                                 | Volley Módena (ITA)               | USC Münster (ALE)                   | 3-2               |
| 1995/1996        |                                 | Volley Módena (ITA)               | VC Riom Auvergne(FRA)               | 3-0               |
| 1996/1997        |                                 | Volley Módena (ITA)               | VC Riom Auvergne (FRA)              | 3-0               |
| 1997/1998        |                                 | VC CSKA Moscú (URS)               | Racing Club Cannes (FRA)            | 3-2               |
| 1998/1999        |                                 | Eczacibasi Estambul (TUR)         | Pallavolo Reggio Emilia (ITA)       | 3-1               |
| 1999/2000        | Perugia (Italia)                | Pallavolo Sirio Perugia (ITA)     | Panathinaikos Atenas (GRE)          | 3-0               |

| COPA TOP TEAMS |                    |                                |                           |           |
| Temporada      | Sedes              | Campeón                        | Subcampeón                | Resultado |
| 2000/2001      | Viena (Austria)    | Asterix Kieldrecht (BEL)       | SVS Post Schwechat (AUT)  | 3-2       |
| 2001/2002      | Bakú (Azerbaiyán)  | Azerrail Bakú (AZE)            | OK Jedinsvo Uzice (YUG)   | 3-0       |
| 2002/2003      | Berna (Suiza)      | Racing Club Villebon 91 (FRA)  | Volley Köniz (SUI)        | 3-0       |
| 2003/2004      | Bursa (Turquía)    | Vakifbank Günes Estambul (TUR) | SSV Ulm 1846 (ALE)        | 3-0       |
| 2004/2005      | Turín (Italia)     | Chieri Volley (ITA)            | Bayer 04 Leverkusen (ALE) | 3-0       |
| 2005/2006      | Moscú (Rusia)      | Asystel Volley Novara (ITA)    | Dynamo Moscú (RUS)        | 3-2       |
| 2006/2007      | Münster (Alemania) | Club A. V. Murcia 2005 (ESP)   | VC CSKA Moscú (RUS)       | 3-0       |

| COPA CEV  |                                          |                                           |                                    |                                    |
| Temporada | Sedes                                    | Campeón                                   | Subcampeón                         | Resultado                          |
| 2007/2008 | Belgrado (Serbia)                        | Scavolini Pesaro (ITA)                    | ES Le Cannet-Rocheville (FRA)      | 3-0                                |
| 2008/2009 | Novara (Italia)                          | Asystel Volley Novara (ITA)               | Uralochka NTMK Ekaterinburg (RUS)  | 3-0                                |
| 2009/2010 | Bakú (Azerbaiyán)                        | Yamamay Busto Arsizio (ITA)               | Estrella Roja Belgrado (SRB)       | 3-1                                |
| 2010/2011 | Krasnodar (Rusia), Urbino (Italia)       | Robur Tiboni V. Urbino (ITA)              | Dinamo Krasnodar (RUS)             | 3-0,3-1                            |
| 2011/2012 | Estambul (Turquía), Arsizio (Italia)     | Yamamay Busto Arsizio (ITA)               | Galatasaray Estambul (TUR)         | 1-3,3-1(Set oro 15-9)              |
| 2012/2013 | Muszyna (Polonia), Estambul (Turquía)    | MKS Muszynianka (POL)                     | Fenerbahçe SK (TUR)                | 3-2,3-2                            |
| 2013/2014 | Ekaterinburg (Rusia), Estambul (Turquía) | Fenerbahçe SK (TUR)                       | Uralochka NTMK Ekaterinburg (RUS)  | 3-2,3-0                            |
| 2014/2015 | Krasnodar (Rusia), Sopot (Polonia)       | Dinamo Krasnodar (RUS)                    | PGE Atom Trefl Sopot (POL)         | 3-0,1-3                            |
| 2015/16   |                                          | Dinamo Krasnodar (RUS)                    | Galatasaray Spor Kulübü (TUR)      | 2–3,3–0                            |
| 2016/17   |                                          | Dinamo Kazan (RUS)                        | Unet Yamamay Busto Arsizio (ITA)   | 3–1,3–2                            |
| 2017/18   |                                          | Eczacıbaşı VitrA (TUR)                    | Minchanka Minsk (BEL)              | 3–1,3–0                            |
| 2018/19   |                                          | Yamamay Busto Arsizio (ITA)               | Alba Blaj (RUM)                    | 3–0,3–1                            |
| 2019/20   | Cancelada por pandemia de COVID-19       | Cancelada por pandemia de COVID-19        | Cancelada por pandemia de COVID-19 | Cancelada por pandemia de COVID-19 |
| 2020/21   |                                          | Saugella Monza (ITA)                      | Galatasaray Spor Kulübü (TUR)      | 3–0,3–0                            |
| 2021/22   |                                          | Eczacıbaşı VitrA (TUR)                    | Allianz MTV Stuttgart (GER)        | 3–1, 3–1                           |
| 2022/23   |                                          | Pallavolo Scandicci Savino Del Bene (ITA) | Alba Blaj (RUM)                    | 3–1, 3–0                           |
| 2023/24   |                                          | Chieri '76 (ITA)                          | Vitéos NUC Volleyball (SUI)        | 3–0, 3–1                           |
| 2024/25   |                                          | Igor Gorgonzola Novara (ITA)              | CSM Volei Alba Blaj (ROU)          | 3–1, 3–0                           |